# ドルドーニュ川
ドルドーニュ川（ドルドーニュがわ、Dordogne、オック語:Dordonha）は、フランス南部を流れる川である。アキテーヌ地域圏のボルドー市付近でガロンヌ川と合流し、ジロンド川となる。
ドルドーニュ県の語源となった川である。

## 地理
オーヴェルニュ地域圏のピュイ＝ド＝サンスィ山の側面から流れ出している。リムーザン地域圏を西に約500km流れた後、ボルドーの北でガロンヌ川に合流する。
美しい渓谷が広がり、多くの観光客が訪れる。水位が高くなる6月から9月頃が最も観光に適している。
ドルドーニュ川は世界でも珍しい海嘯（かいしょう）が起こる川としても知られている。
流域には東部の温帯針葉樹林、大西洋岸の温帯落葉樹林とその間の移行地域の地中海性気候の森林、低木林などの植生の3つのエコリージョンがあり、「ドルドーニュ川流域生物圏保護区」としてUNESCOの生物圏保護区に指定されている。

## 名称の由来
ドルドーニュという名称は、ピュイ＝ド＝サンスィ山の側面で合流するドール川（Dore）とドーニュ川（Dogne）という2つの川から来ているといわれる。異論がないわけではないが、この説が最も伝統的に知られている。

## 外部リンク

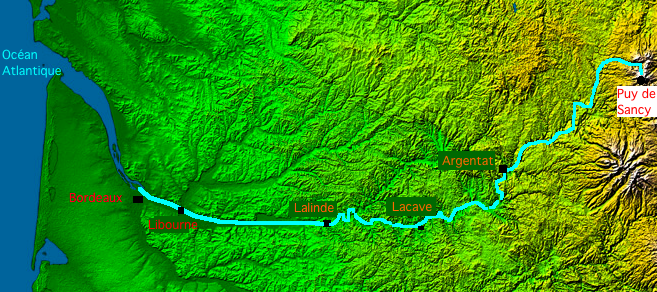
流路